# Against the Wall
Against the Wall ist ein US-amerikanisches Filmdrama von John Frankenheimer aus dem Jahr 1994. Der Fernsehfilm beruht auf wahren Begebenheiten und schildert den viertägigen blutigen Gefängnisaufstand in der Attica Correctional Facility im Bundesstaat New York im September 1971.

## Handlung
Das Gefängnis in Attica im Bundesstaat New York ist berüchtigt wegen seiner harten und menschenverachtenden Haftbedingungen. Die mehrheitlich afroamerikanischen Gefängnisinsassen unterliegen zahllosen belastenden Regularien. Es darf nur einmal in der Woche geduscht werden, auch die Unterwäsche wird nur wöchentlich gewaschen. Die Spanisch sprechenden Insassen dürfen keine Briefe versenden oder empfangen, da kein Angestellter die Sprache spricht und somit keine Zensur möglich ist.
Michael Smith, dessen Vater bereits 25 Jahre als Gefängniswärter in Attica gearbeitet hat und dessen Onkel Ed noch dort im aktiven Dienst ist, tritt seine neue Stelle als Wärter an. Beweggrund war hauptsächlich die übertarifliche Bezahlung. Der übliche Umgang mit den Insassen missfällt ihm extrem, doch auch er passt sich langsam dem System an. Seine schwangere Frau Sharon bemerkt, wie sich ihr Mann zunehmend verändert.
Als ein Gefangener erneut schikaniert wird, läuft das Fass über. Die Insassen zetteln einen Aufstand an und übernehmen die Kontrolle. In einem blutigen Kampf werden die Wärter schlimm zugerichtet, einer von ihnen stirbt später an seinen schweren Kopfverletzungen. Auch der Rassenhass stellt zusätzlichen Zündstoff dar. Trotzdem werden die Geiseln mehrheitlich gut behandelt. Der Forderung der Gefangenen, über die Haftbedingungen zu verhandeln, wird von Staatsseite nur halbherzig nachgegangen. Das Wichtigste in den Augen der Verantwortlichen ist vor allem die Wiedererlangung der Gefängniskontrolle.
Nach vier Tagen werfen Polizeitruppen Gas über dem Gefängnisgelände ab. Trotz der dadurch erheblich eingeschränkten Sicht eröffnen die zahlreichen Polizeikräfte minutenlang das Feuer. Der Umstand, dass sich auch Wärter in der Menschenmenge befinden, ist dabei zweitrangig. In dem blutigen Massaker werden 39 Menschen getötet, zehn davon sind Gefängnisangestellte. Der Gefangene Jamaal rettet Michael Smith das Leben, der schwer verletzt ins Krankenhaus transportiert wird und überlebt.

## Kritik
„Eine spannende, teils überaus hart inszenierte Bestandsaufnahme amerikanischer Befindlichkeiten, die sich zu einem Lehrstück über den Schrecken rassistischer Macht verdichtet. Geschickt balanciert der Film die verschiedenen Argumente aus und verdeutlicht die individuellen wie kollektiven Zwänge, Emotionen und Reaktionen, ohne zum bloßen Thesenfilm zu verkommen.“

„Der 64jährige Thriller-Experte John Frankenheimer ("Der Gefangene von Alcatraz", "French Connection II") zeigt sich mit seinem auf wahren Ereignissen beruhenden Gefängnisfilm (läuft auf dem Filmfest München '94) in Bestform. Obwohl "nur" fürs Fernsehen produziert, besticht die Schilderung der Revolte durch kompromißlose Härte, handwerklich perfekte Inszenierung und einen geschickt gezogenen Spannungsbogen. Die exzellente Besetzung mit einem halben Dutzend namhafter Darsteller sollte die Erfolgschancen noch erhöhen.“